# Locomotiva bavarese D XI
La locomotiva bavarese D XI, (divenuta DRG Br 98 dopo il 1924), è stata una locotender a vapore costruita, per conto delle Königliche Bayerische Staats-Eisenbahnen, a partire dal 1895 dalla Krauss e dalla Maffei di Monaco di Baviera per i treni passeggeri locali.

## Storia
Le locotender vennero prodotte dagli stabilimenti della Krauss e della Maffei per conto delle Ferrovie Statali della Baviera (Bayerische Königlich Staatsbahn), bavaresi come locomotive a vapore classe D XI. Di esse 91 unità furono ordinate alla Krauss che le costruì dal 1895 fino al 1912. Alla Maffei ne furono commissionate 48 unità prodotte dal 1895 fino al 1903. Le locomotive incorporate nel parco rotabili delle Deutsche Reichsbahn Gesellshaft dopo il 1924 assunsero la classificazione Br 984 con i progressivi 411-423 e 431-556.
Tre unità provenienti dalla ferrovia del Palatinato (Pfalzbahn) entrarono nella flotta della Deutsche Reichsbahn come Br 984.401-403. 
Dopo la seconda guerra mondiale 52 unità vennero incorporate nelle nuove Deutsche Bundesbahn, 4 passarono alle ferrovie austriache come 791.01-04 e 2 alle ferrovie statali cecoslovacche come 311.601-602
Gli accantonamenti iniziarono nel 1960 e l'intero gruppo venne radiato.

## Caratteristiche
Si trattava di una locotender a vapore saturo a 2 cilindri esterni a semplice espansione. La caratteristica del suo rodiggio, C 1', stava nel fatto che il primo asse formava con il secondo asse il passo rigido della locomotiva mentre il terzo e il quarto asse, più piccolo formavano un carrello di Krauss-Helmoltz posteriore. Le scorte d'acqua laterali erano di 4,3 t mentre il carico di carbone a bordo era di 1,5 t.
Una parte di locomotive era dotata di freno ad aria compressa Westinghouse, mentre un'altra parte aveva il freno continuo automatico Hardy. Tutte le macchine erano dotate anche di freno a repressione Riggenbach.